# Nedre Fryken
Nedre Fryken in een meer gelegen in de Zweedse regio Värmland.
Net als het Övre Fryken en Mellanfryken (waarmee het het Fryken vormt) is het eigenlijk een breed rivierdal dat onder water staat. Het vangt het regen- en smeltwater op uit de bergketen die de grens tussen Noorwegen en Zweden vormt.
Aan de noordpunt ligt het gehucht Hastersby, waar het meer zijn water ontvangt uit Mellanfryken; in het zuiden is het dorp Kil gelegen. Het meer stuit daar op een verhoging in het Zweedse landschap. Afwatering van overtollig water vindt plaats via de rivier Norsälven naar het Vänermeer en niet via de veel grotere rivier Klarälven, die nauwelijks 10 km oostwaarts stroomt. 